# Маклодио
Макло̀дио (на италиански: Macliodio, на източноломбардски: Maclò, Макло) е село и община в Северна Италия, провинция Бреша, регион Ломбардия. Разположено е на 109 m надморска височина. Населението на общината е 1481 души (към 2013 г.).